# Sterrenwacht Rijswijk
De Sterrenwacht Rijswijk werd ten gevolge van het vijftigjarig jubileum van een Rijswijkse woningcorporatie op initiatief van een aantal leden in 1971 opgericht. De sterrenwacht bevindt zich op 42 meter hoogte op het dak van een flatgebouw aan de destijds zuidelijke rand van de bebouwing van Rijswijk. De sterrenwacht in Rijswijk was een van de eerste Nederlandse publiekssterrenwachten en heeft bekendheid in de regio Haaglanden.

## Geschiedenis
Initiatief tot de bouw van de sterrenwacht werd genomen door een vijftal leden van de Rijswijkse woningbouwvereniging 'Arbeidersbelang'. Om zo min mogelijk hinder te hebben van straatverlichting en grondmist werd gekozen voor de plaatsing op het dak van de nog in aanbouw zijnde serie van vier twaalf verdiepingen hoge flats op 42 meter hoogte. 
Voor de realisatie en het beheer van de sterrenwacht werd de Stichting Sterrenwacht Rijswijk in 1969 opgericht en veel organisaties en belangstellenden werkten mee om het gestelde doel te behalen. Zo werd de aluminium koepel van de sterrenwacht door Werkspoor gebouwd. Het ontwerp van de 30-centimeter telescoop, de spiegel en de aandrijftechniek werden door drie van de vijf leden gemaakt. Ook de bouw van de telescoop vond plaats in eigen beheer. Een zeer lichtgevoelige camera werd verkregen van de Optische Industrie ‘Oude Delft’ (Oldelft).
De opening van de sterrenwacht vond plaats op 23 oktober 1971 door de burgemeester van Rijswijk, A.Th. Bogaardt. Hierna vonden de eerste activiteiten plaats, zoals het geven van lezingen en groepsbezoeken.

## Apparatuur
Door permanent op de telescoop een zeer lichtgevoelige Isocon-camera te plaatsen, waren uitzendingen via de televisie mogelijk, zoals de rechtstreekse televisie-uitzending in Avro's Televizier van een Marsbedekking door de Maan.
Eind jaren 70 werd er een weerstation ingericht, waarmee satellietbeelden binnengehaald konden worden. In die tijd vonden grote ontwikkelingen plaats in de techniek, waarbij de sterrenwacht regelmatig als ‘testbed’ fungeerde voor nieuwe waarnemingsapparatuur. 
Door het zeer intensief gebruik en de weersinvloeden, was het nodig de oude telescoop in 1991 te vervangen door een nieuwe Celestron 14-telescoop met een spiegeldiameter van 36 cm. De kijkermontering was reeds voorzien van een 'push-to'-systeem, waarbij een computer de hemelcoördinaten van objecten uitrekende. Daarna moest de kijker om het object in beeld te krijgen, alleen nog naar de aangegeven berekende richting geduwd worden. Bijkomend voordeel van de compacter gebouwde telescoop was dat er op de waarneemvloer meer bezoekers konden worden ontvangen.
Om de hemelobjecten vast te kunnen leggen werd in de loop van de jaren 90 een CCD-camera aangeschaft. Ook werd een videoprojector voor het geven van presentaties aangeschaft. 
In de loop van de jaren vonden publieksavonden, groepsbezoeken, cursussen, schoolbezoeken, waarneemacties, kijkerbouw en astrofotografie plaats. 

## Invloed op de omgeving
Na renovatie van de vier opeenvolgende flatgebouwen kregen zij de namen van de planeten: Neptunus, Uranus, Saturnus en Jupiter. Zij worden zij aangeduid als de Planetenflats. Bovenaan de zuidwestelijke lifttorens is bij elk flatgebouw een ’s nachts verlichte afbeelding van het hemellichaam aangebracht, waarnaar het desbetreffende flatgebouw is genoemd.
Het nabij gelegen Planetenpark is onderdeel van het Hoekpolderpark, waarbij via het Planetenpad de wandelaar langs de modellen van planeten kan lopen, en de tijd aan de hand van een speciale zonnewijzer kan berekenen. 